# 25 км (зупинний пункт, Придніпровська залізниця)
25 кілометр — пасажирський залізничний зупинний пункт Криворізької дирекції Придніпровської залізниці.
Розташований за кількасот метрів від села Іскрівка, Олександрійський район, Кіровоградської області на лінії Рядова — Мусіївка між станціями Рядова (15 км) та Грекувата (6 км).
Станом на лютий 2020 року щодня дві пари дизель-потягів прямують за напрямком Карачуни — П'ятихатки-Пасажирські, проте не зупиняються.